# Emily Webley-Smith
Emily Webley-Smith (Bristol, 14 luglio 1984) è una tennista britannica.

## Carriera
Nel corso della sua carriera ha vinto 4 titoli ITF di singolare e 26 di doppio. Nei tornei del Grande Slam ha ottenuto il suo miglior risultato raggiungendo il secondo turno nel singolare al Torneo di Wimbledon 2004.

## Statistiche

### Risultati in progressione
| Sigla | Risultato               |
| ----- | ----------------------- |
| V     | Vincitore               |
| F     | Finalista               |
| SF    | Semifinalista           |
| O     | Oro olimpico            |
| A     | Argento olimpico        |
| SF    | Bronzo olimpico         |
| QF    | Quarti di Finale        |
| 4T    | Quarto turno            |
| 3T    | Terzo turno             |
| 2T    | Secondo turno           |
| 1T    | Primo turno             |
| RR    | Round Robin             |
| LQ    | Turno di qualificazione |
| A     | Assente                 |
| ND    | Non disputato           |

| Legenda superfici    |
| -------------------- |
| Cemento              |
| Terra battuta        |
| Erba                 |
| Superficie variabile |

#### Singolare nei tornei del Grande Slam
| Torneo          | 2004 | 2005 | 2006 | 2007 | 2008 | 2009 | 2010 | 2011 | 2012 | 2013 | 2014 | 2015 | V--S |
| --------------- | ---- | ---- | ---- | ---- | ---- | ---- | ---- | ---- | ---- | ---- | ---- | ---- | ---- |
| Australian Open | A    | A    | A    | A    | A    | A    | A    | A    | A    | A    | A    | A    | 0-0  |
| Open di Francia | A    | A    | A    | A    | A    | A    | A    | A    | A    | A    | A    |      | 0-0  |
| Wimbledon       | 2T   | A    | A    | A    | A    | A    | A    | 1T   | A    | A    | A    |      | 1-2  |
| US Open         | A    | A    | A    | A    | A    | A    | A    | A    | A    | A    | A    |      | 0-0  |
| Totale          | 1-1  | 0-0  | 0-0  | 0-0  | 0-0  | 0-0  | 0-0  | 0-1  | 0-0  | 0-0  | 0-0  | 0-0  | 1-2  |

#### Doppio nei tornei del Grande Slam
| Torneo          | 2004 | 2005 | 2006 | 2007 | 2008 | 2009 | 2010 | 2011 | 2012 | 2013 | 2014 | 2015 | V--S |
| --------------- | ---- | ---- | ---- | ---- | ---- | ---- | ---- | ---- | ---- | ---- | ---- | ---- | ---- |
| Australian Open | A    | A    | A    | A    | A    | A    | A    | A    | A    | A    | A    | A    | 0-0  |
| Open di Francia | A    | A    | A    | A    | A    | A    | A    | A    | A    | A    | A    |      | 0-0  |
| Wimbledon       | 1T   | 1T   | A    | 1T   | A    | A    | A    | 1T   | A    | A    | A    |      | 0-4  |
| US Open         | A    | A    | A    | A    | A    | A    | A    | A    | A    | A    | A    |      | 0-0  |
| Totale          | 0-1  | 0-1  | 0-0  | 0-1  | 0-0  | 0-0  | 0-0  | 0-1  | 0-0  | 0-0  | 0-0  | 0-0  | 0-4  |

#### Doppio misto nei tornei del Grande Slam
Nessuna partecipazione